# Odoric van Pordenone
Odoric Mattiuzzi van Pordenone, ook Odoric van Portenau of Odoric van Friuli, (Pordenone, 1286 - Udine, 14 januari 1331) was een Italiaans geestelijke en een van de belangrijkere ontdekkingsreizigers van de late middeleeuwen.

## Missie en ontdekkingsreis naar Azië
Odoric ging in Udine bij de franciscanen en leefde als heremiet in de wouden bij Udine. In 1310 ondernam hij een missiereis naar Perzië, Egypte en het Heilig Land en vervolgens naar Indië, waar hij in Thana, nabij het huidige Mumbai de relikwieën van de christelijke heilige Thomas van Tolentino kon redden. Hij missioneerde in Indië en vervolgens in Ceylon, bereikte Java, langs de noordpunt van Sumatra en door de Straat van Malakka. Hij reisde verder door naar het gebied van het huidige Cambodja en Vietnam en ten slotte naar China, aan het hof van de Mongoolse grootkhan in Peking.
Bij terugkeer in 1331 werden zijn verhalen door een medebroeder, Willem van Solagna, in eenvoudig Latijn op schrift gesteld. De beschrijving betekent een goede aanvulling op Marco Polo's "Divisament dou monde".

## Authenticiteit
De authenticiteit van Odorics verhalen wordt niet betwist. Hij vertelt over ossen die als god vereerd worden en over de weduweverbrandingen in India, de peperteelt in Indonesië, de seksuele uitspattingen in Champa, de visserij met tamme aalscholvers in Zuid-China, de boeddhistische reïncarnatietheorieën en het hofceremonieel in Khanbalique, het huidige Peking. Niettemin is zijn terugreis minder duidelijk beschreven. Hij zou via land door Azië zijn teruggereisd door het land van Pape Jan (waarschijnlijk Mongolië), en door Casan. Hij zou Tibet zijn binnengetrokken en mogelijk ook de hoofdstad Lhasa hebben bezocht. Daarna werd hij getraceerd in Noord-Perzië.
Op een reis naar paus Johannes XXII, werd hij ziek en moest terugkeren naar Udine, waar hij overleed. In 1755 werd hij zalig verklaard. Zijn feestdag is op 14 januari en 3 februari.

## Edities, vertalingen
Er zijn niet minder dan drieënzeventig manuscripten met Odorics relaas, meestal in het Latijn maar soms in het Frans of Italiaans. De eerste gedrukte versie verscheen in 1513. De moderne kritische editie is die van Anastasius van den Wyngaert, Itinera et relationes fratrum minorum saeculi XIII et XIV (1929).
Twee moderne vertalingen zijn:
- Odoric of Pordenone, The Travels of Friar Odoric. The 14th Century Journal of the Blessed Odoric of Pordenone, vertaald door Henry Yule, ingeleid door Paolo Chiesa (2001)
- Odoric van Friuli, Mijn reis naar het verre oosten. Een verslag uit het begin van de veertiende eeuw, vertaald en toegelicht door Vincent Hunink en Mark Nieuwenhuis (2008)

Een (slordige) Latijnse tekst en een Engelse vertaling uit 1599 zijn online beschikbaar:
- The Journal of Friar Odoric. The iournall of Frier Odoricus, one of the order of the Minorites, concerning strange things which he sawe among the Tarters of the East.

## Galerij

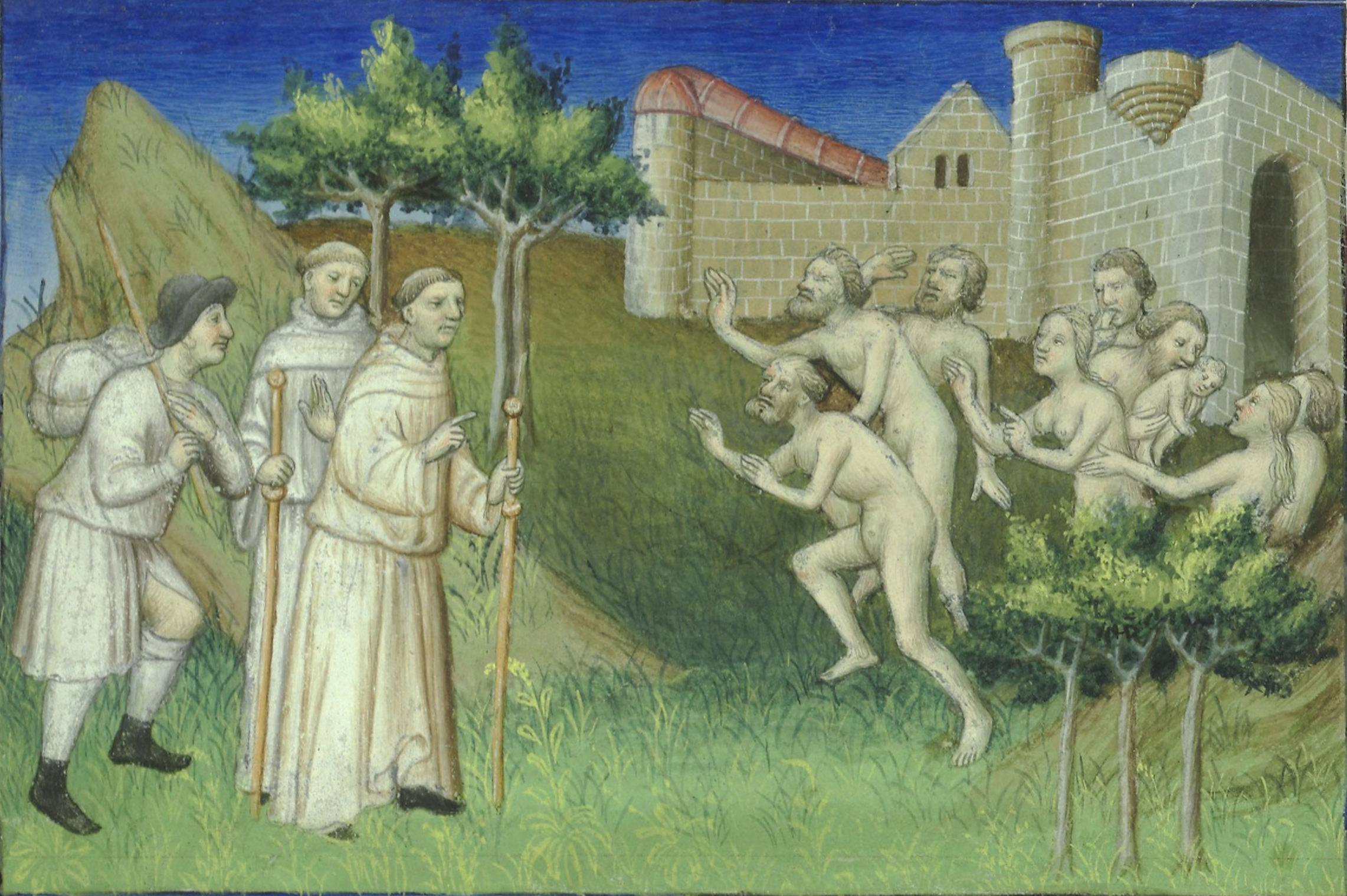
Odoric van Pordenone op Sumatra. Miniaturen uit een handschrift uit 1410-1412
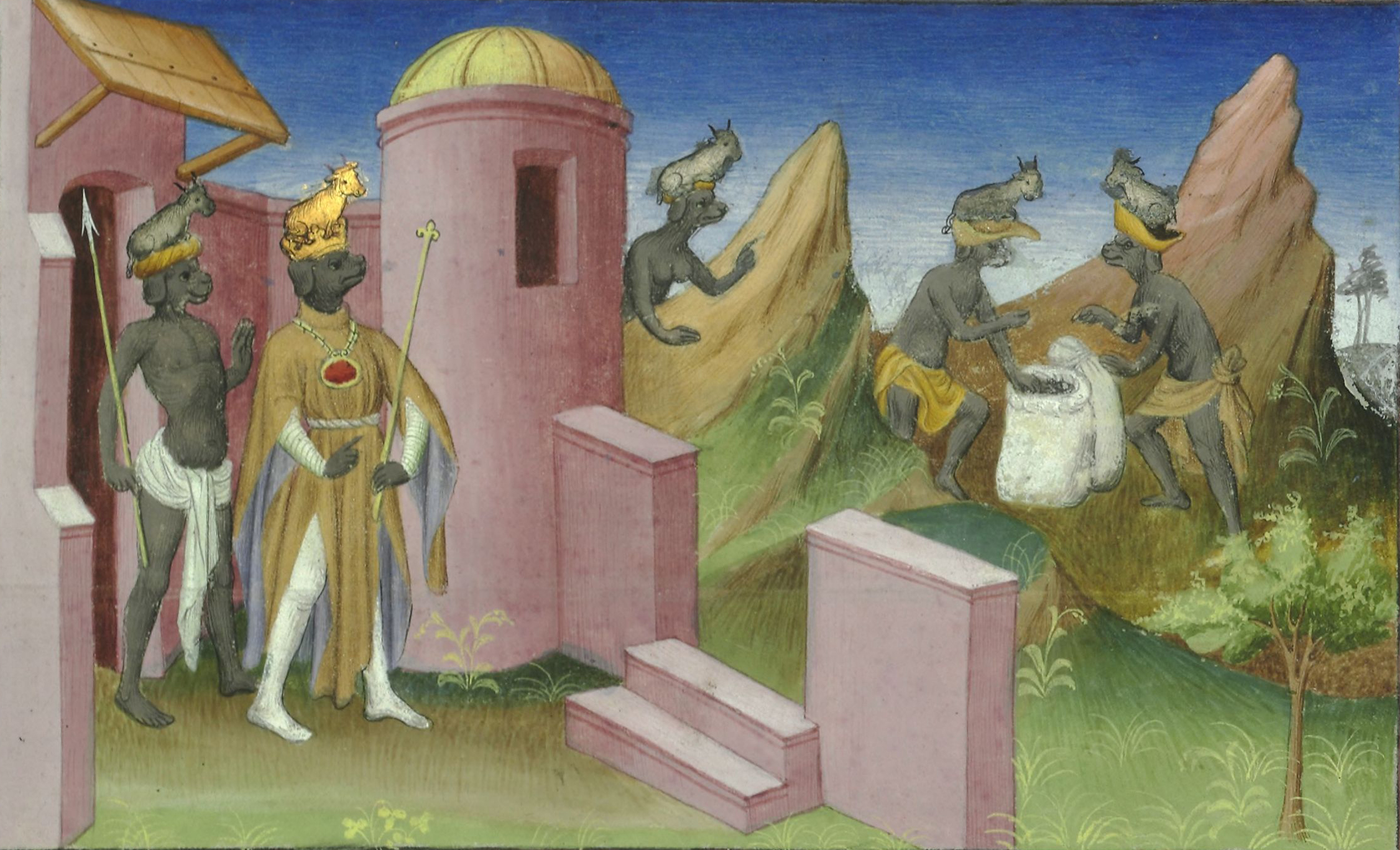
Odoric van Pordenone bij de hondskopmensen van de Nicobaren
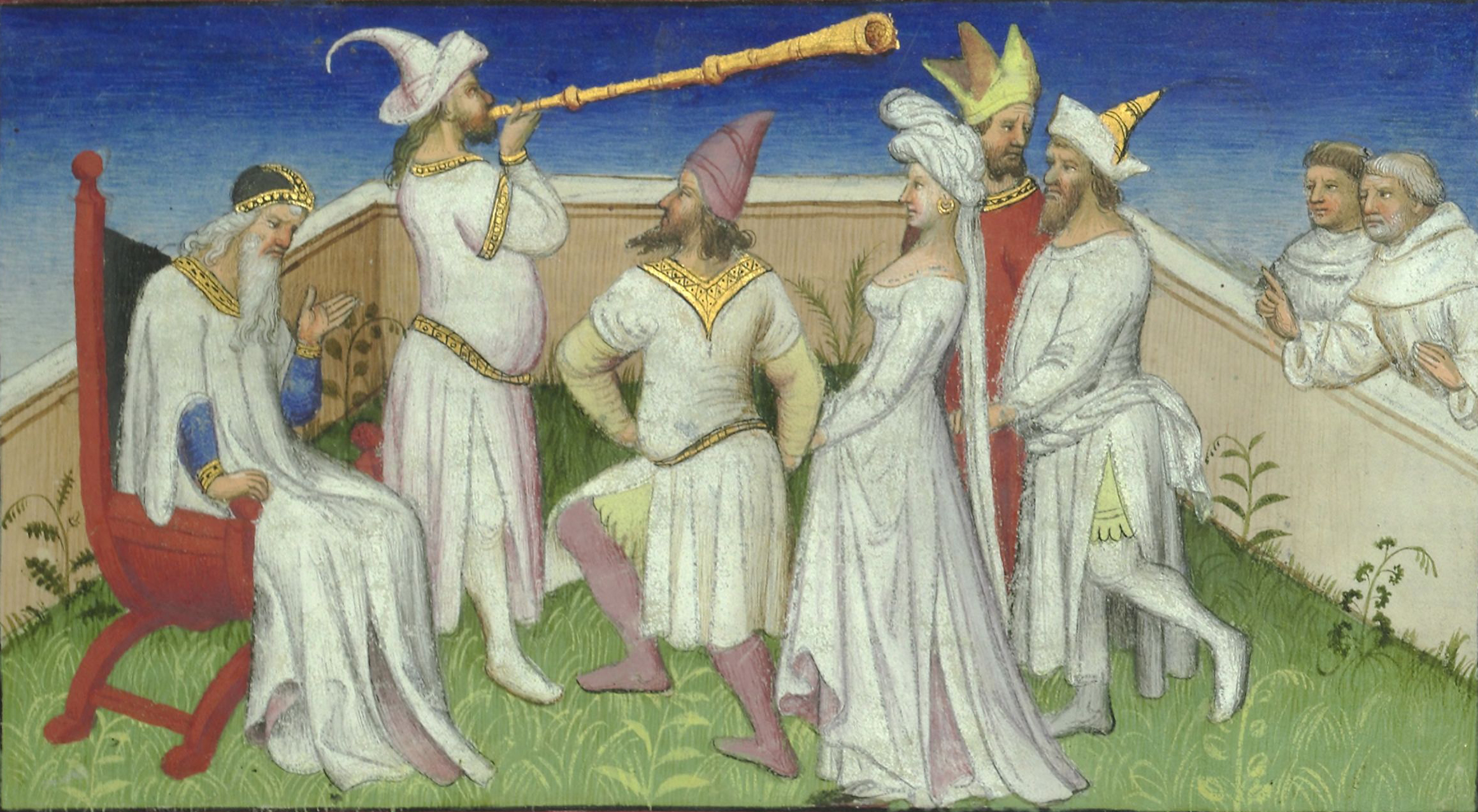
Odoric van Pordenone op het kasteel Alamoet
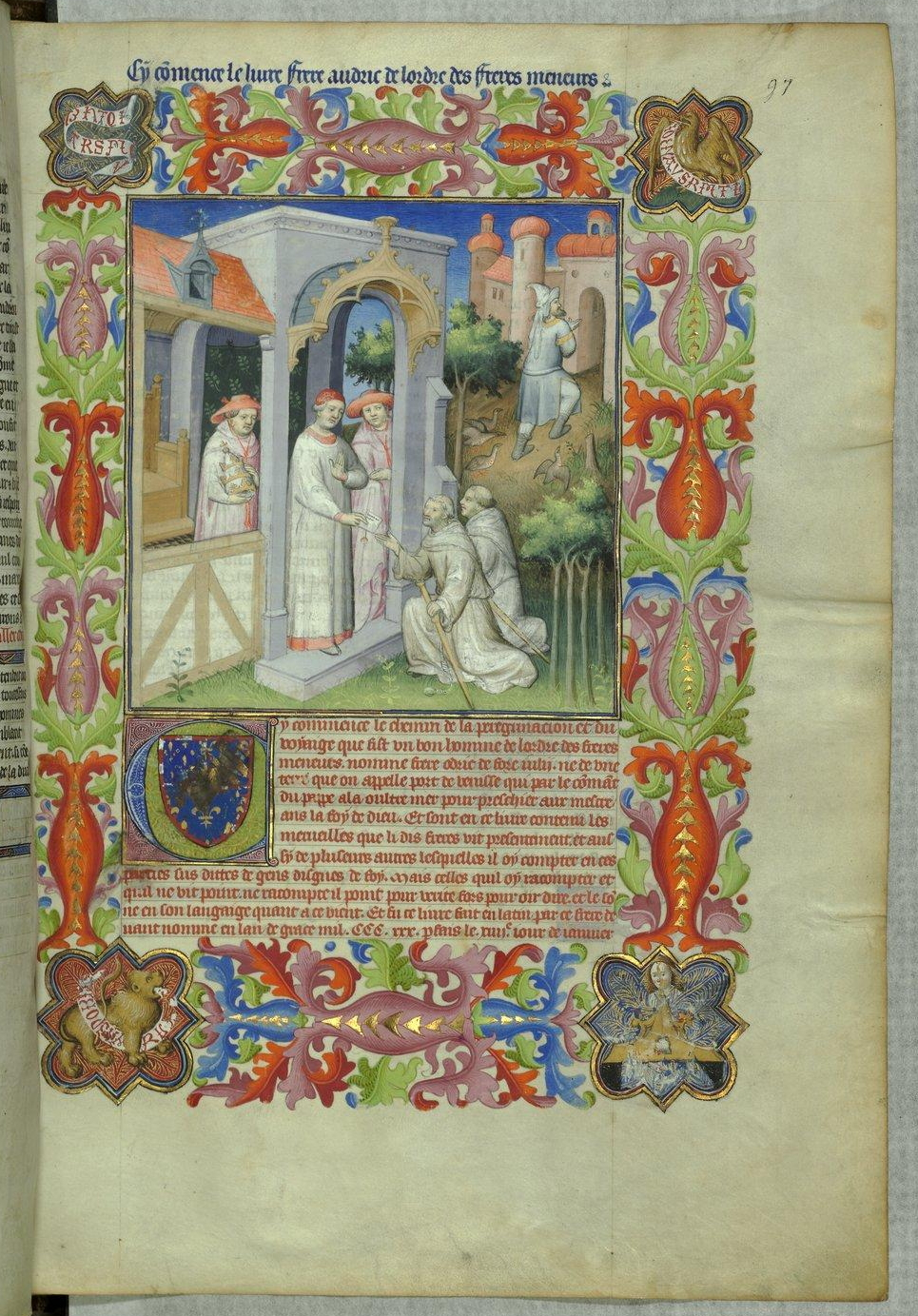
Odoric van Pordenone wordt ontvangen door paus Johannes XXII
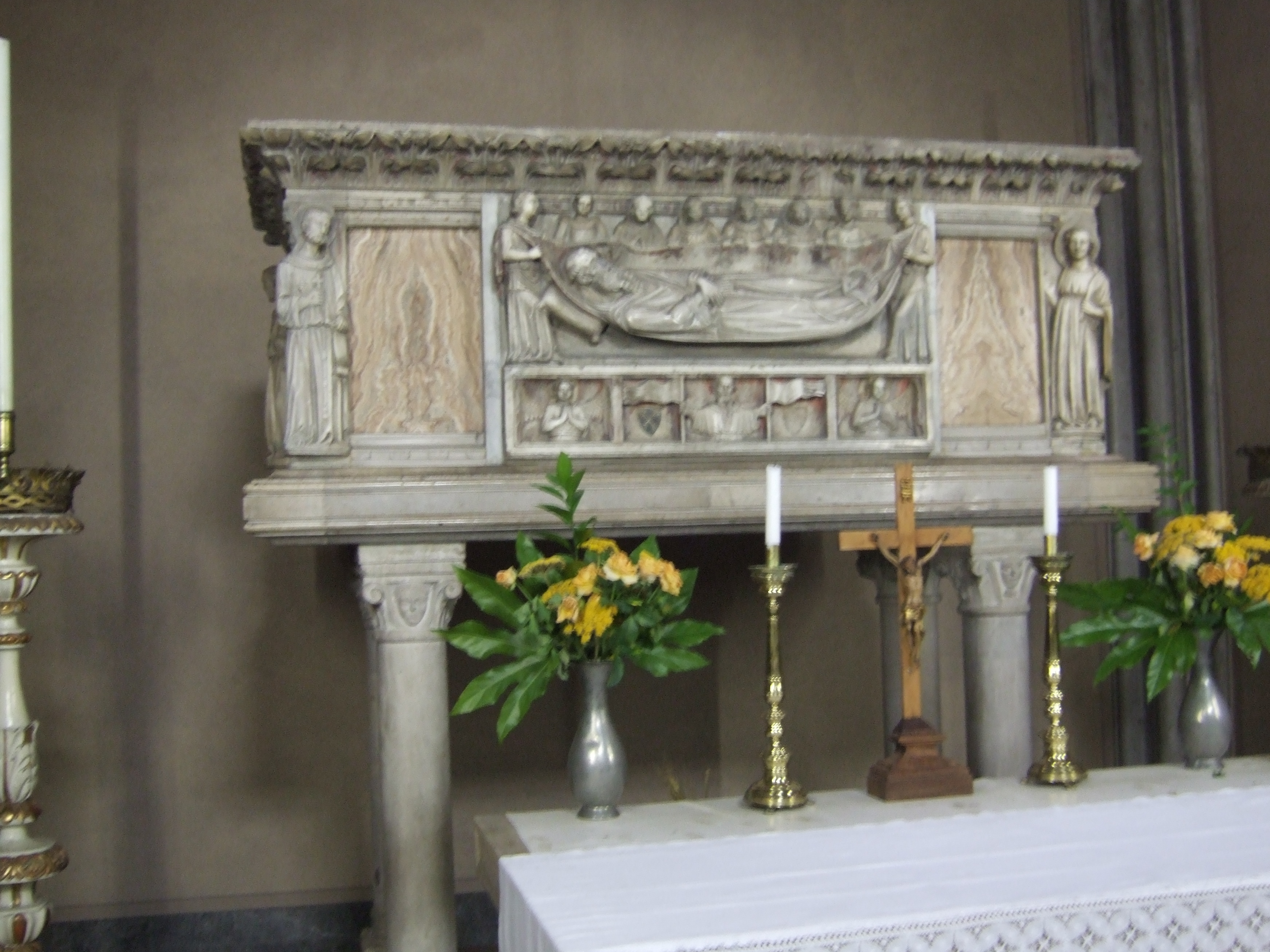
Graftombe van Odoric in de kathedraal van Udine